# Clutch booster
Een Clutch booster is een ouderwets mechaniek van Harley-Davidson-motorfietsen om de koppelingsbediening lichter te maken van de motoren, die voor het eerst met handkoppeling waren uitgerust. 
De koppeling was op voetbediening berekend en werkte erg zwaar. Omdat het mechaniek bij demontage weleens keihard op de vingers klapte, werd het ook wel mousetrap (muizenval) genoemd. Dit was op te lossen door een hulpstuk te gebruiken, de mousetrap eliminator.